# Pehr Tegman
Pehr Tegman, född 10 september 1757 i Åmål, död 23 september 1811 i Lund, var en svensk matematiker,  professor och präst. Han var svärson till Erik Gjörloff.

## Biografi
Pehr Tegman var son till en kronobefallningsmannen Olof Tegman (1720–1762) och Anna Catharina Lidbeck (1727–1783). Brodern Gustaf (1755–1829) adlades Tegmansköld. En halvbror var Abraham Brink.
Tegman blev student vid Lunds universitet 1776, filosofie magister 1778 samt docent i matematik 1781, astronomie observator 1785 och professor i matematik 1787. Han erhöll 1790 Stävie och Lackalänge pastorat som prebende, blev kontraktsprost 1797 och utnämndes till teologie doktor 1800. Sedan 1795 var han ledamot av Vetenskapsakademien. Hans vetenskapliga författarverksamhet inskränkte sig dock till en uppsats i Vetenskapsakademiens handlingar: Et nytt sätt at transformera æquationer och finna rötter, i vilken han på tredjegradsekvationer tillämpade Erland Samuel Brings metod att bortskaffa mellantermerna i en ekvation, samt ett mindre antal akademiska disputationer (möjligen till en del författade av respondenterna), behandlande i allmänhet mera elementära ämnen, till exempel elvaproban samt teorin för logaritmer och ränta på ränta.
Hans dotter Cecila Tegman var mormor till Cecilia Bååth-Holmberg, känd som översättare till texten Härlig är jorden.